# 冉庄镇
冉庄镇，是中华人民共和国河北省保定市清苑区下辖的一个乡镇级行政单位。

## 行政区划
冉庄镇下辖以下地区：
冉庄村、张马庄村、东孙庄村、三房村、西辛庄村、姜庄村、大张庄村、小张庄村、封庄村、靳庄村、北马庄村、西马庄村、东马庄村、陈吴庄村、蒋庄村和羊庄村。

## 中国传统村落
- 冉庄村